# Thallarcha epigypsa
Thallarcha epigypsa là một loài bướm đêm thuộc phân họ Arctiinae, họ Erebidae.